# 舳倉島
舳倉島（へぐらじま）は日本海に位置する島であり、石川県輪島市海士町に属する。

## 地理
能登半島の北約48 kmの海上に位置する。
周囲約5 km、面積0.55 km2の島である。海抜高度は最高地点で12.4 m、地質は安山岩類からなる。北側は崖や岩礁が多いが、南側はなだらかで漁港や砂浜がある。
2000万年前の火山活動により形成され、西岸に海没した火口跡を持つ。最終氷期で海水面が低下した2万年前は七ツ島とともに能登半島と陸続きであったが、1万6千年前に能登半島から分離した。地形に関しては上中下3段の段丘があるが、比高が小さく、段丘堆積物もみられないか非常に薄い。
舳倉島の北約250-200 mにある小瀬と大黒瀬の2つの小島は日本の排他的経済水域 (EEZ) の基点となっている。
島の中央には灯火標高42.7 mの舳倉島灯台があり、1931年4月1日から点燈している。ここには海上保安庁の職員が常駐し、天気や風、海面の様子を船舶気象通報として情報提供していたが、2005年4月1日から無人化された。
気象庁では、平成25年台風第26号による伊豆大島の大雨被害等を受けて、島しょ部や豪雨災害が起きている地域に雨量計を増設することとし、雨量観測所「舳倉島」が設置され、2014年8月7日より運用を開始した。

## 生物相
渡り鳥の重要な中継地であり、ヨタカ、チゴモズ、イスカ、コウライウグイス、ツバメチドリ、キタツメナガセキレイなど360種類以上の野鳥が確認されており、石川県で確認できる野鳥の約8割を観察できるバードウォッチングに適した地域である。一方で、コウモリ類は散発的に確認されることはあるが、通常生息はしていない。
イルカ類やキタオットセイなどの海獣は近年にも時節確認されているが、かつては多数が見られたとするニホンアシカは現在では絶滅種に指定されている。
植物では北方系のアカネムグラやヒメヌマハリイの南限となっている。その他にも、ウラジロアカザとハマエノコロは石川県で舳倉島のみに自生する植物である。

## 住民生活
2000年（平成12年）国勢調査によれば人口164人だったが、2020年（令和2年）国勢調査では人口は66人、世帯数32世帯となっている。ただ、舳倉島の人口には季節変動があり、漁獲時期（ピーク時）には200人ほど、冬期間は30人ほどとなる。
後述のように昭和30年代までは定住者はほとんどいない島で、夏季のみ本土の輪島市海士町から季節移住する形態がとられていた。

### 海女漁
主産業は漁業で、このほかに副業的に行われている民宿と海士町自治会が取り組んでいる製塩施設などがある。漁業は刺網等の漁船漁業と、海女によるアワビ、サザエ、ワカメ等の採介藻漁業が主である。海女は舳倉島だけではなく、島と輪島港の中間にある「嫁ぐり礁」（よめぐりしょう）でも素潜りをした。
輪島の海女には本土に居住して船で舳倉島周辺の漁場に向かう「通い海女」と、舳倉島に居住して海に潜る「定住海女」の二通りがある。歴史的には永禄年間に羽咋に筑前国鐘ヶ崎の漁民13人が漂着して北上してゆき、元和3年（1617年）に輪島の地に住居を許され、慶安2年（1649年）には加賀藩から現輪島市海士町の土地を拝領したという。舳倉島は夏季の漁期（6月-10月）のみ、対岸の輪島市海士町・鳳至町（ふげしまち）から漁民が季節移住してくる島で、昭和30年代までは定住者はほとんどいなかったが、1957年に離島振興対策実施地域の指定を受けてインフラ環境が整備されたことで定住者が増えた。
この島が、本土側に位置する地域である輪島市海士町の一部となっているのはこのような歴史的背景に由来し、郵便番号も海士町の本土側と同じ番号が割り振られている。
海女は昭和初期から200人前後で推移していた。2021年現在、海士町磯入り組合によると舳倉島で暮らす海女は約30人とされる。一方、2023年7月の素潜り漁解禁後に輪島港から舳倉島周辺海域に出漁した通い海女は約100人となっている。

### 学校等
現在は少子化・過疎化が進み、鳳至小学校舳倉島分校・上野台中学校舳倉島分校はそれぞれ通学する児童・生徒がいなくなったため休校中となっている。1970年に開設された保育所も閉所され、2009年度からは海士町自治会の託児所が保育を担っている。

### 診療所
島には診療所（市立輪島病院舳倉診療所）がある。診療所で対処できない患者は漁船かヘリコプターで輪島まで搬送される。

### 電力
島内唯一の発電施設として内燃発電施設の北陸電力送配電舳倉島発電所（出力96 kWの発電機3基の計288 kW）がある。

## 歴史
島には縄文時代晩期から人々が活動していた形跡があり、日本海の海上交通の要衝となっていた。島の南端に近い字高見には延喜式内社奥津比咩（おくつひめ）神社が鎮座し、近くからは5世紀と8世紀・9世紀の重層遺跡「シラスナ遺跡」が発見されている。ただ、伊能忠敬の地図には記されていない。
日露戦争中、本船を沈められたロシア兵2、3人が手漕ぎボートで漂着して島民とともに生活していたという伝承がある。
2024年（令和6年）1月1日の能登半島地震発生時には、住民のほとんどが島外に移動しており、3人だけが残っていた。3人は孤立状態で約2週間を過ごし、同年1月14日に自衛隊のヘリコプターで島外へ避難することができた。舳倉島漁港では施設の損傷や船舶の流出が発生しているほか、市街地と島を結ぶ定期船は海底の隆起などで欠航が続いた。

## 主な施設
- 舳倉島港
- 舳倉島灯台
- へぐら愛らんどタワー
- 輪島市立鳳至小学校舳倉島分校
- 輪島市立輪島中学校舳倉島分校
- 総合開発センター
  - 市立輪島病院舳倉診療所
- 石川県警察輪島警察署舳倉島駐在所
- 奥津比咩神社

## 交通
1960年（昭和35年）に能登商船株式会社が輪島市の本土との貨客船を就航させ、1972年（昭和47年）に通年運航となった。
1980年（昭和50年）にへぐら航路株式会社に経営が移管された。本土の輪島港との間に定期船船「希海」（総トン数98トン、旅客定員93人）が毎日1往復運航しており、片道所要時間は約85分である。輪島港を午前中に出港し、午後に舳倉島を出港して輪島港に戻るダイヤであり、本土側からのみ日帰り可能。

## ギャラリー

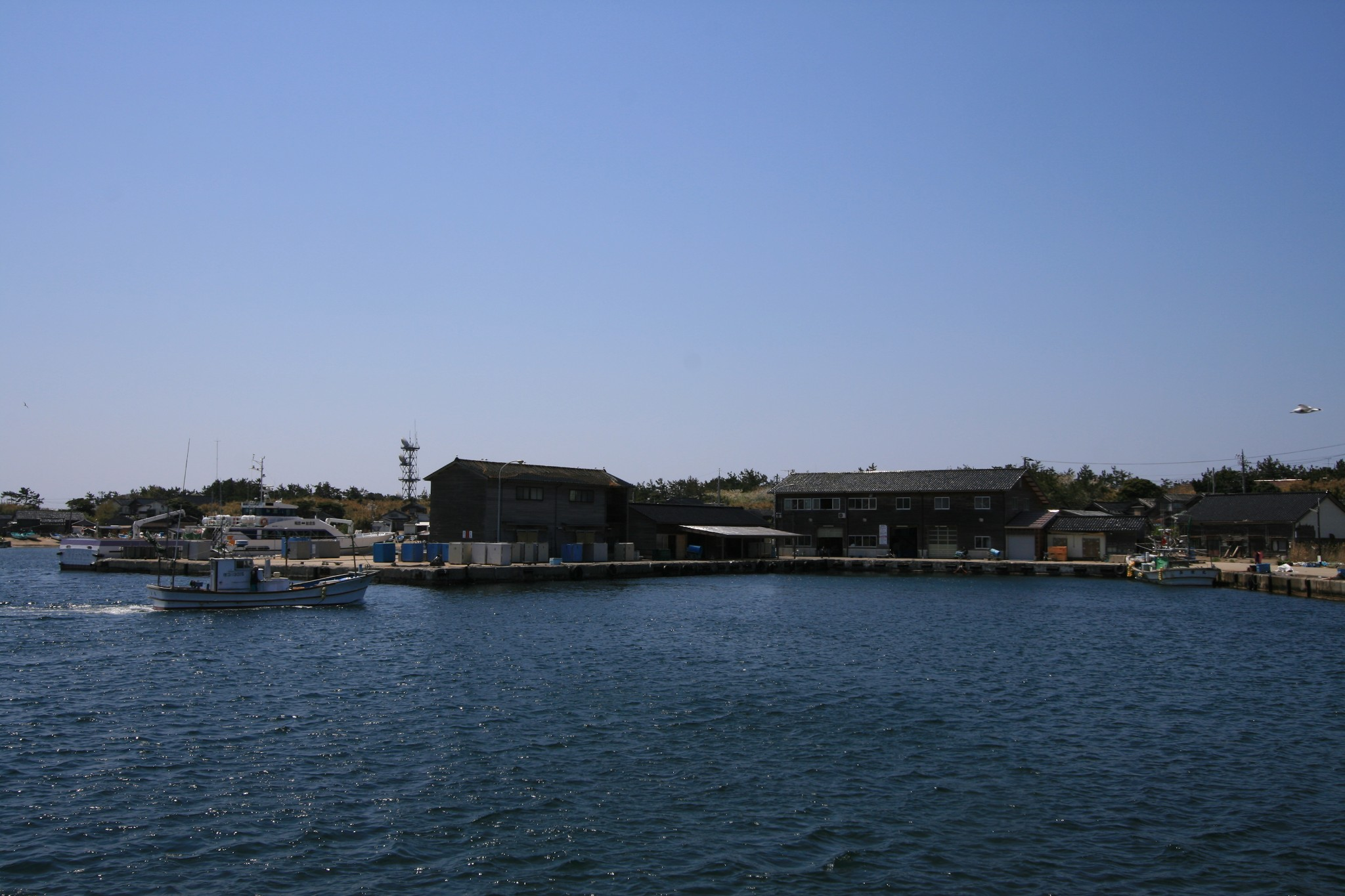
舳倉島港
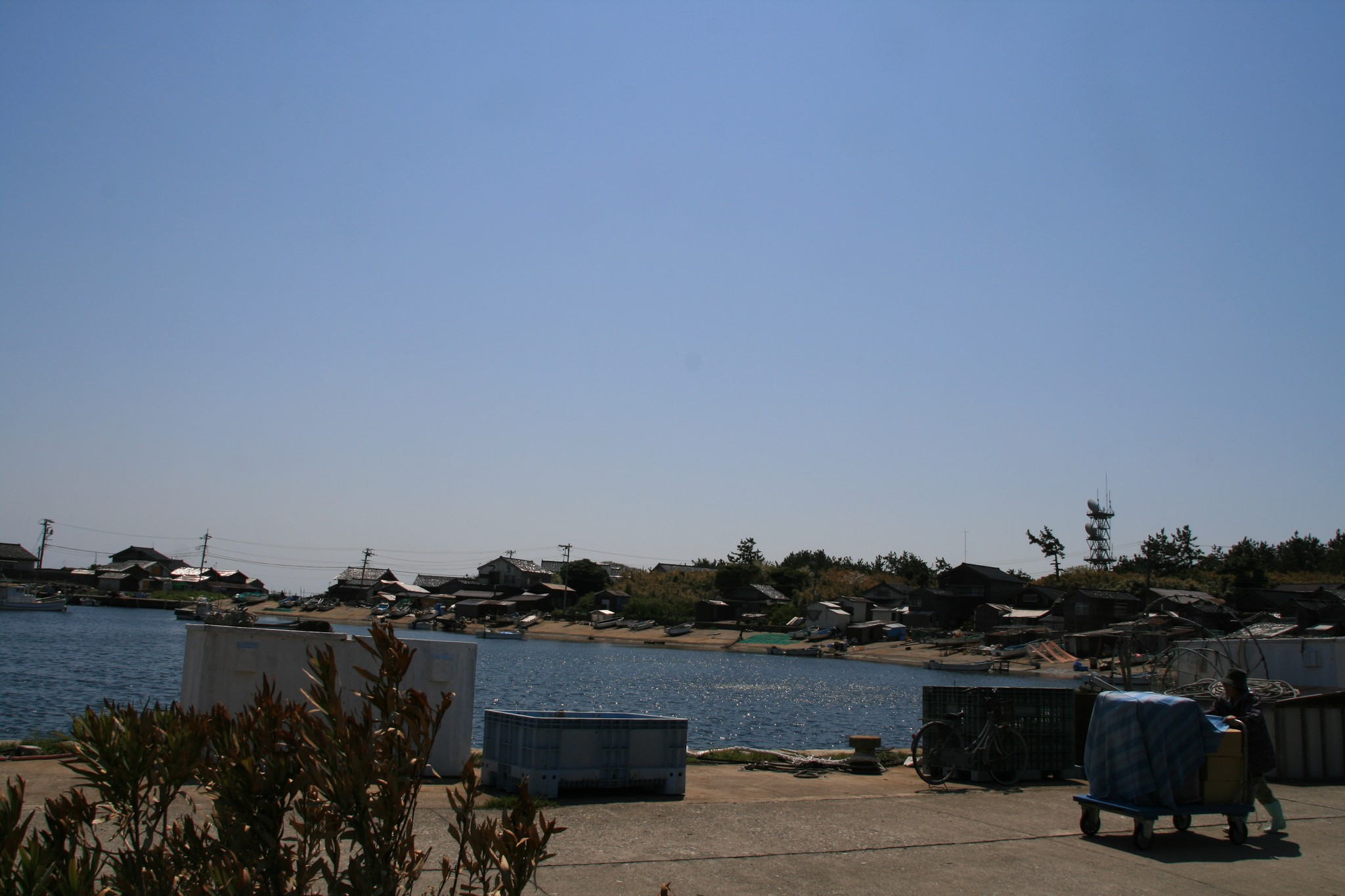
舳倉島港と舳倉島の街並み
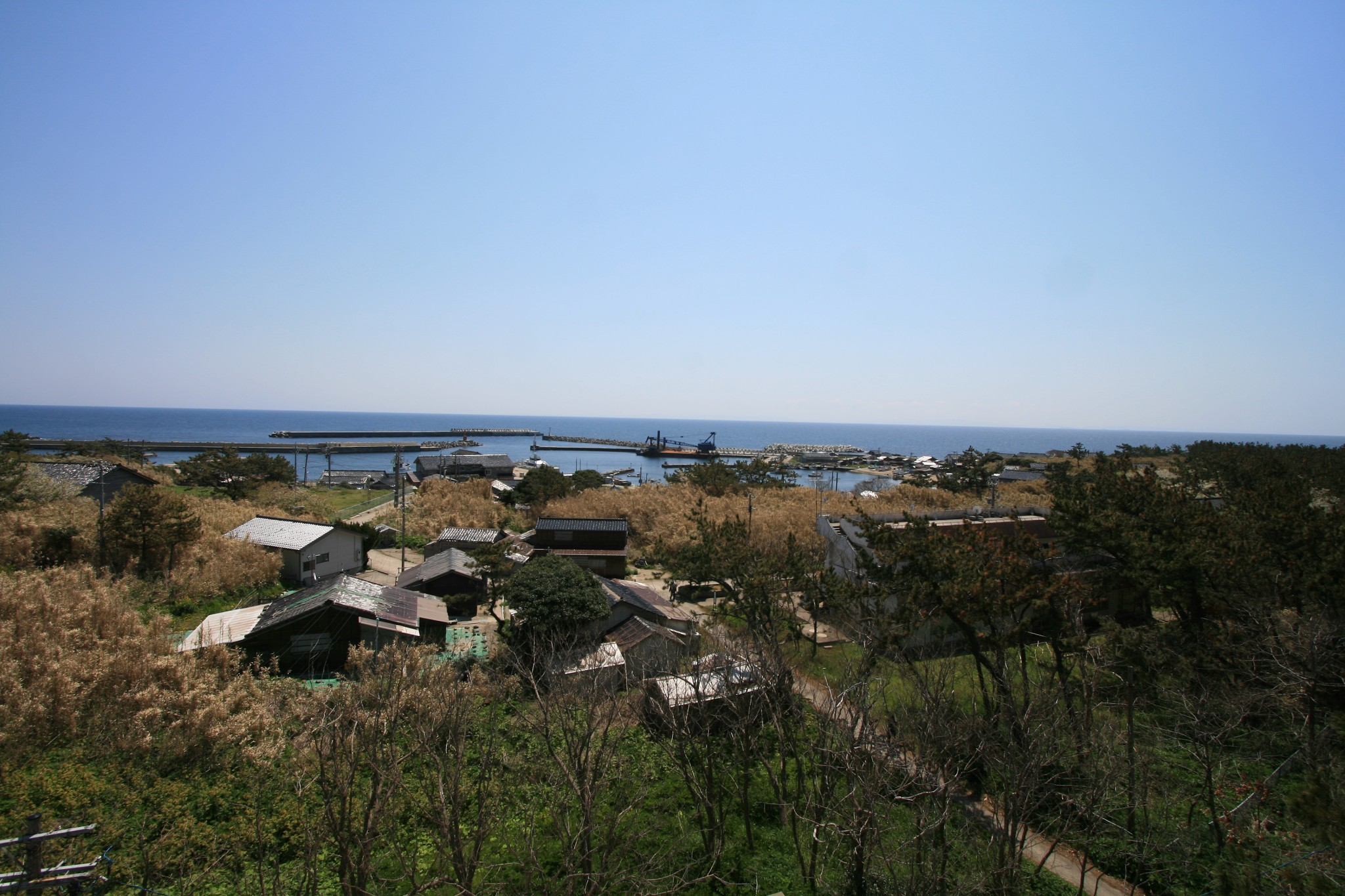
舳倉島港と舳倉島の街並み
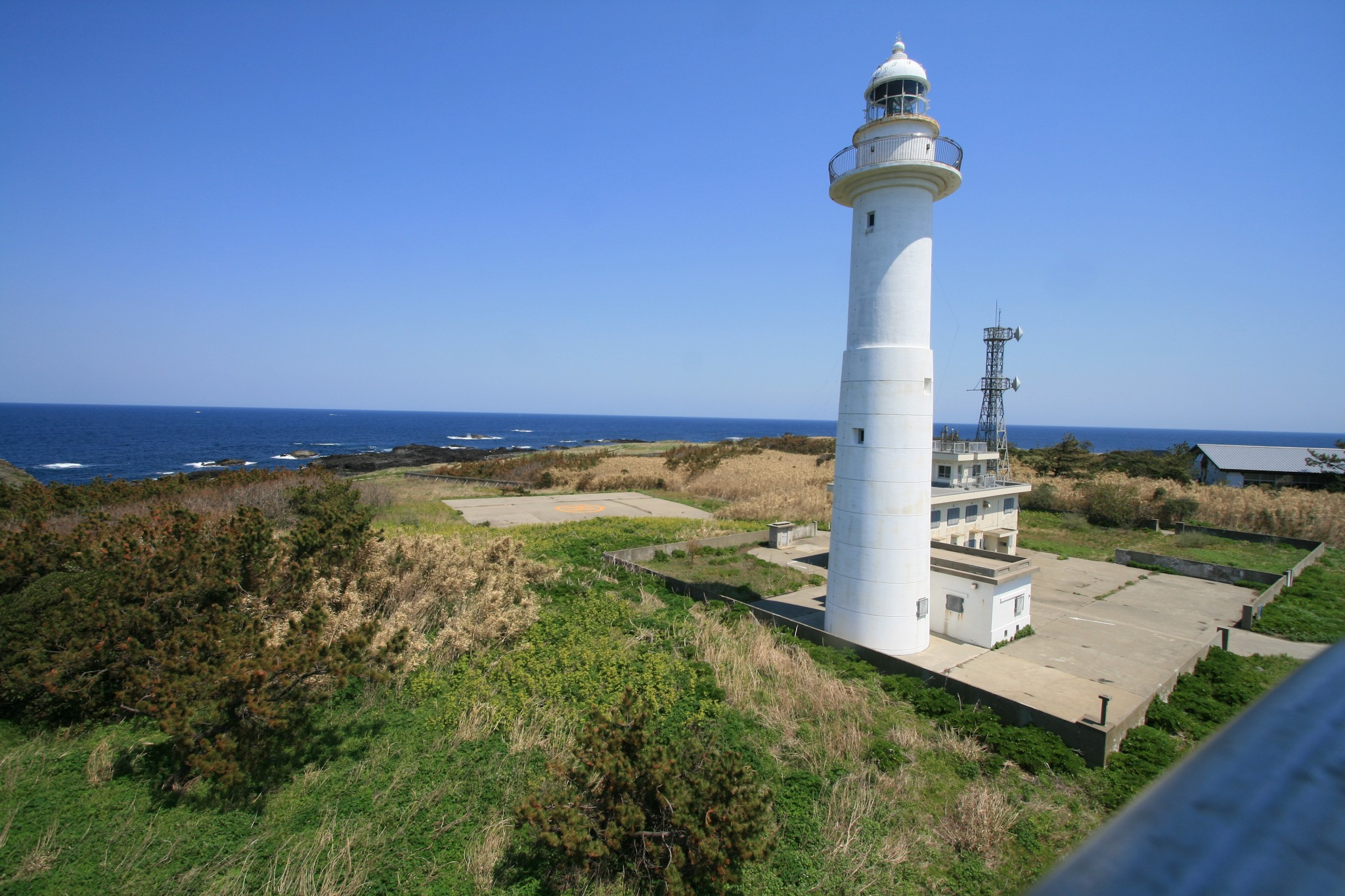
舳倉島灯台
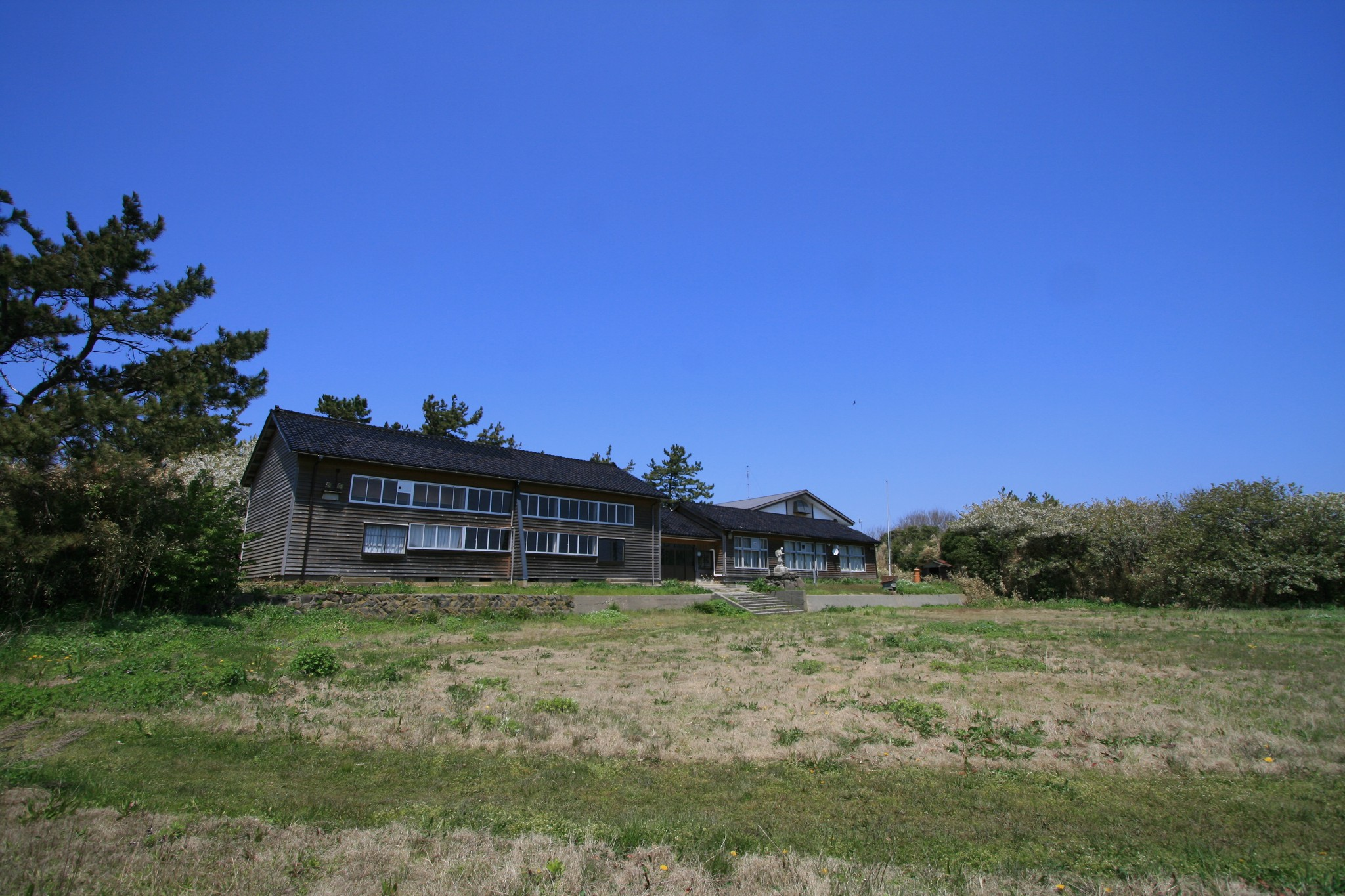
鳳至小学校・上野台中学校の舳倉島分校
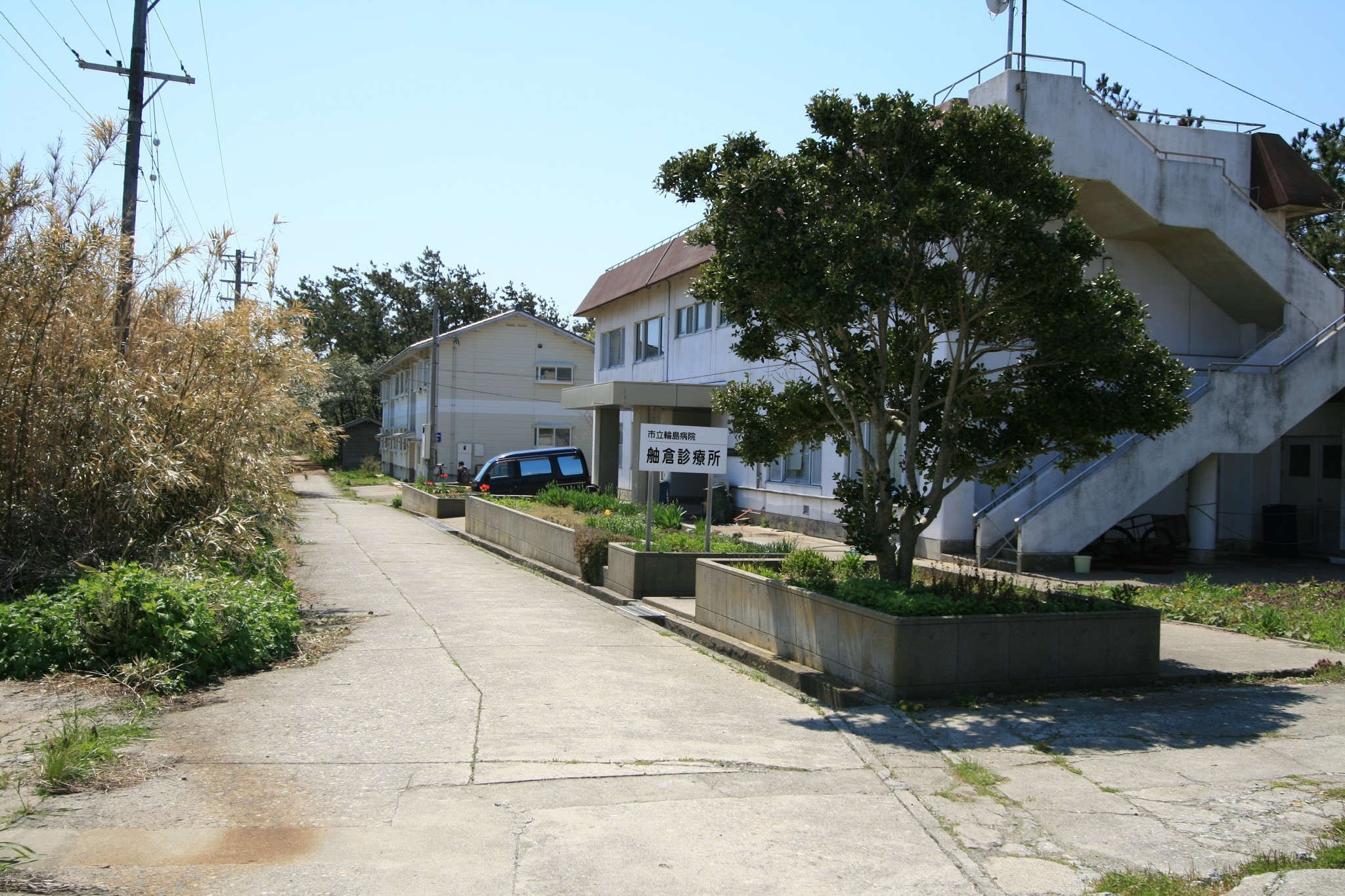
舳倉診療所
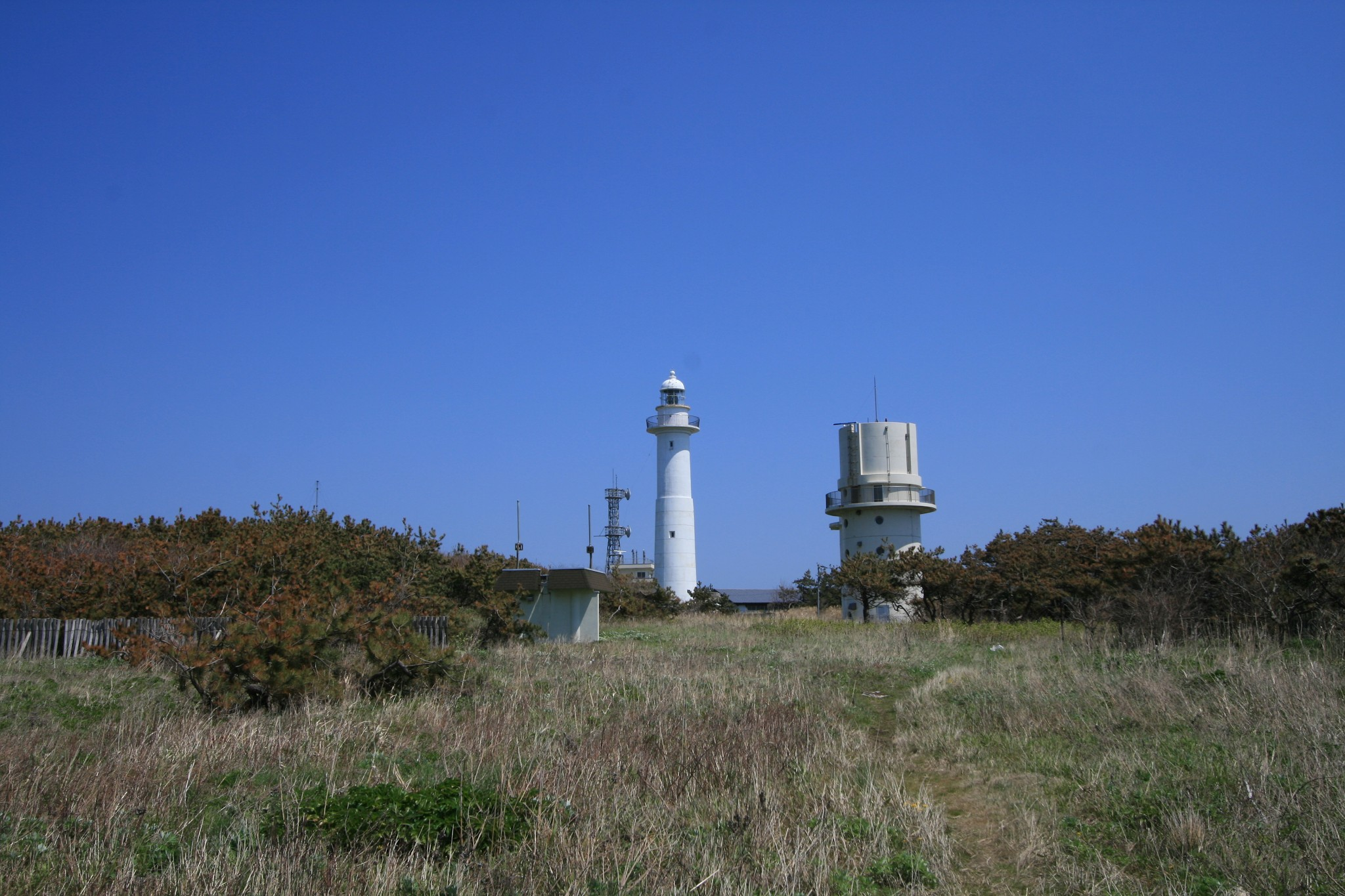
舳倉島灯台とへぐら愛らんどタワー
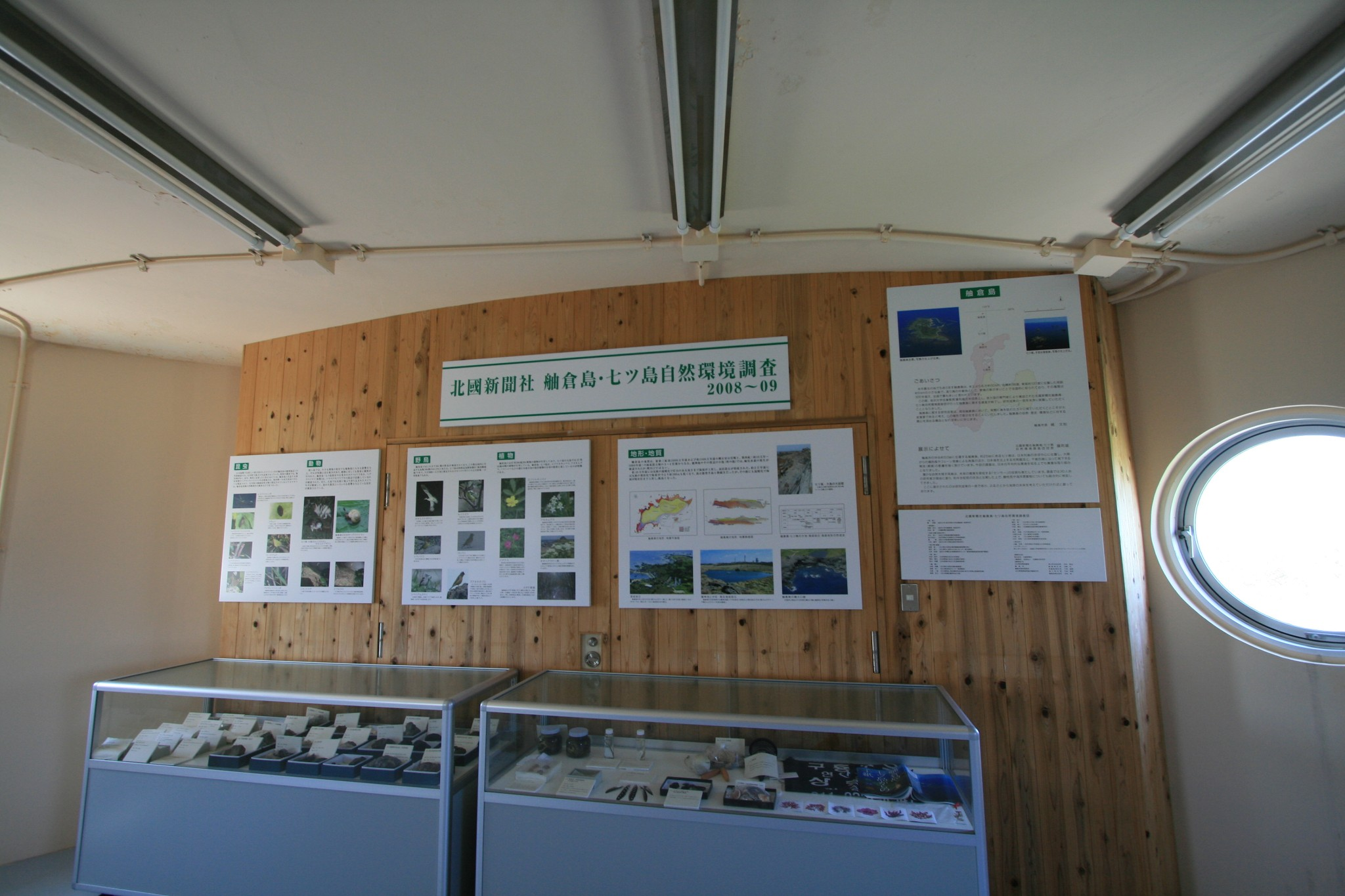
へぐら愛らんどタワー内部
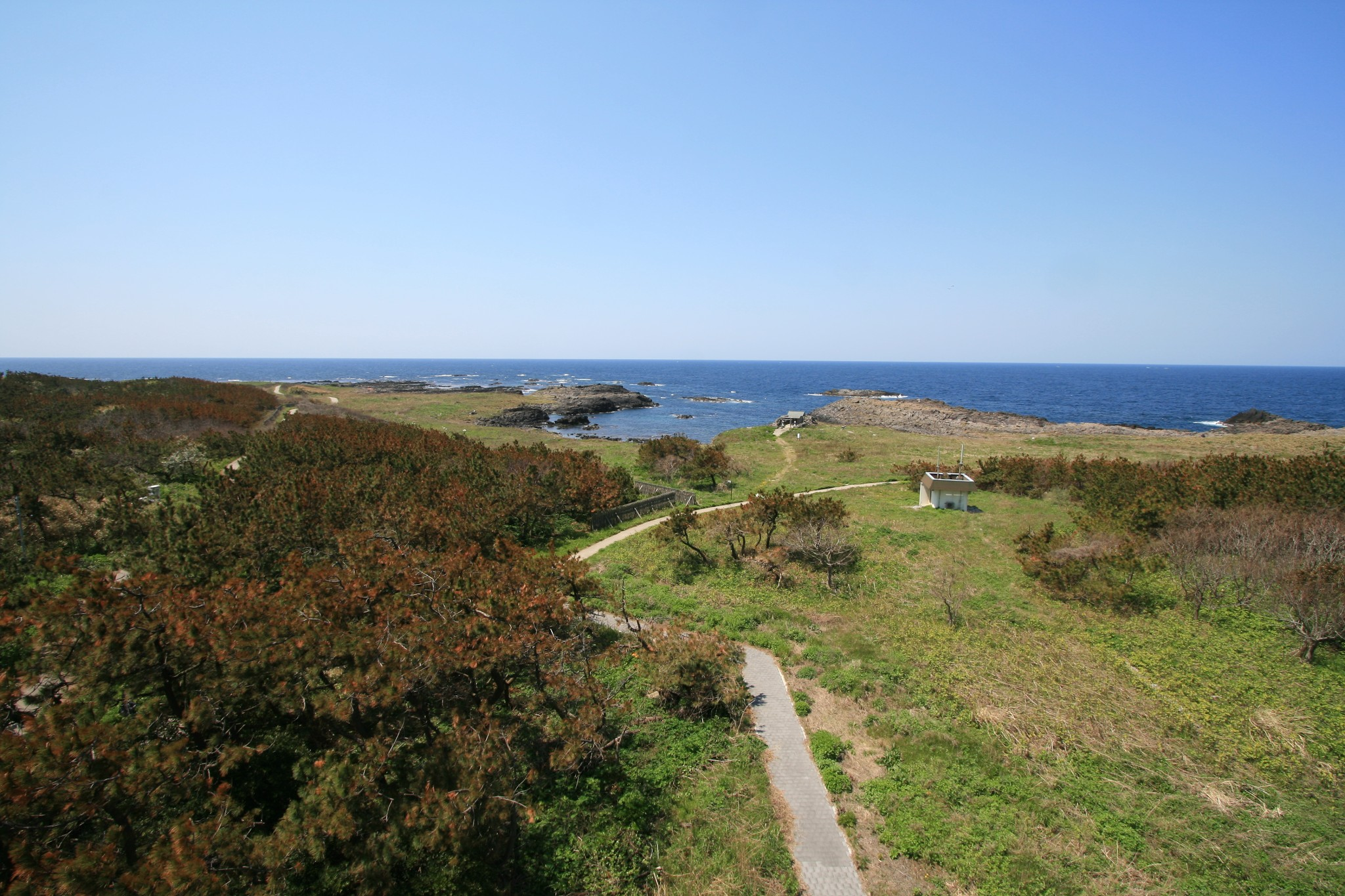
舳倉島北岸の平原
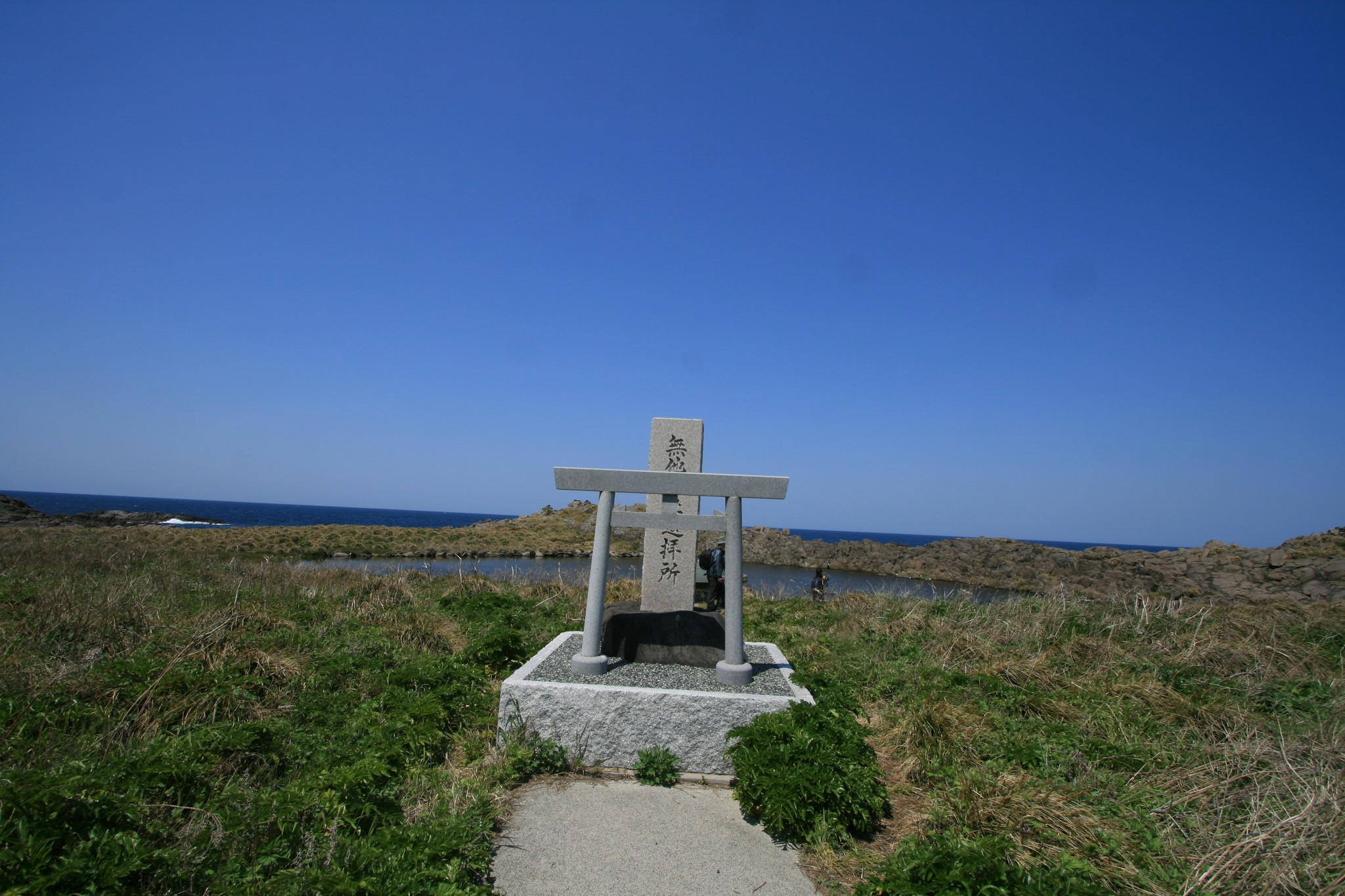
無他神社遥拝所
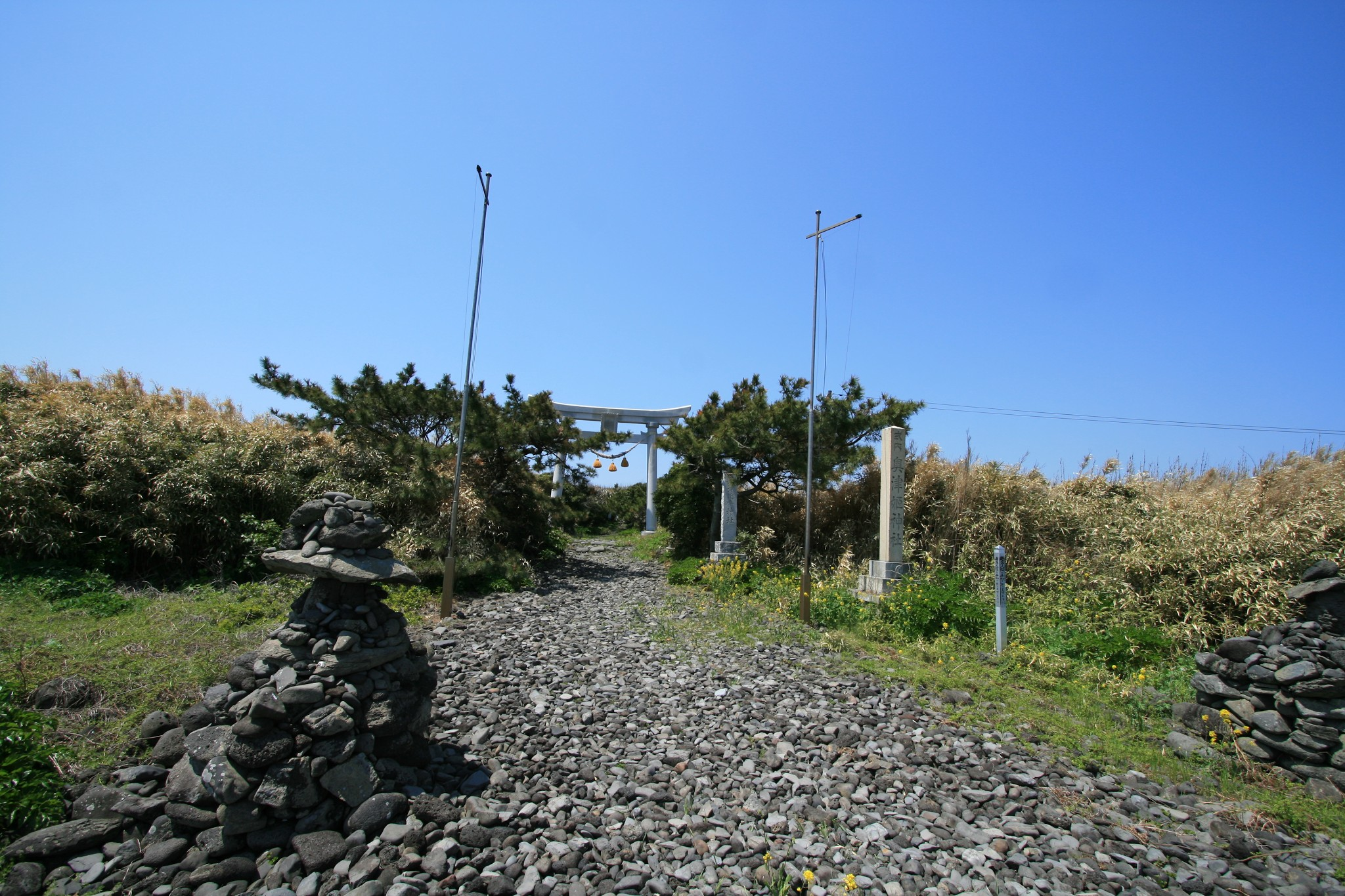
奥津比咩神社
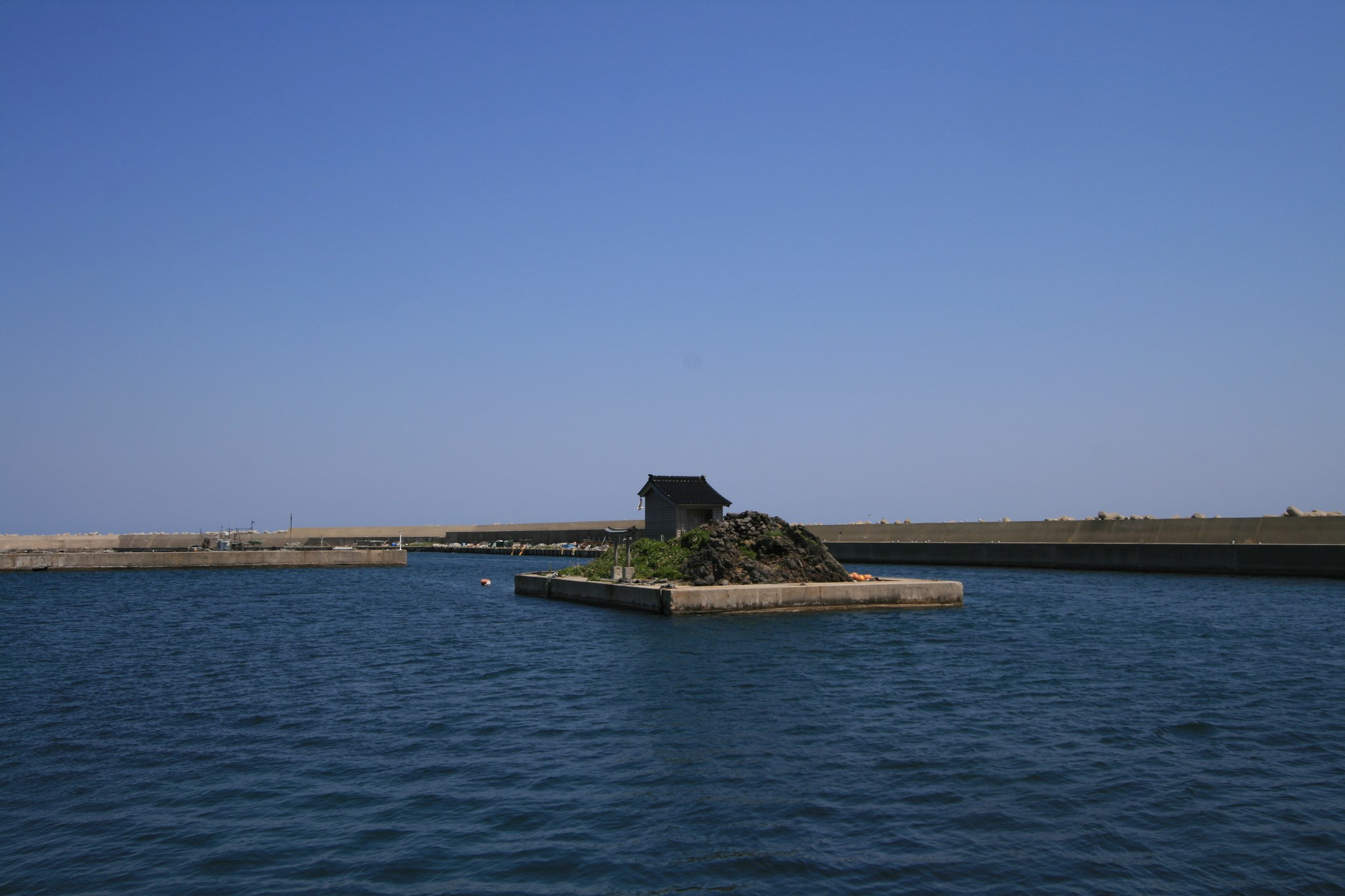
舳倉島港の弁天様
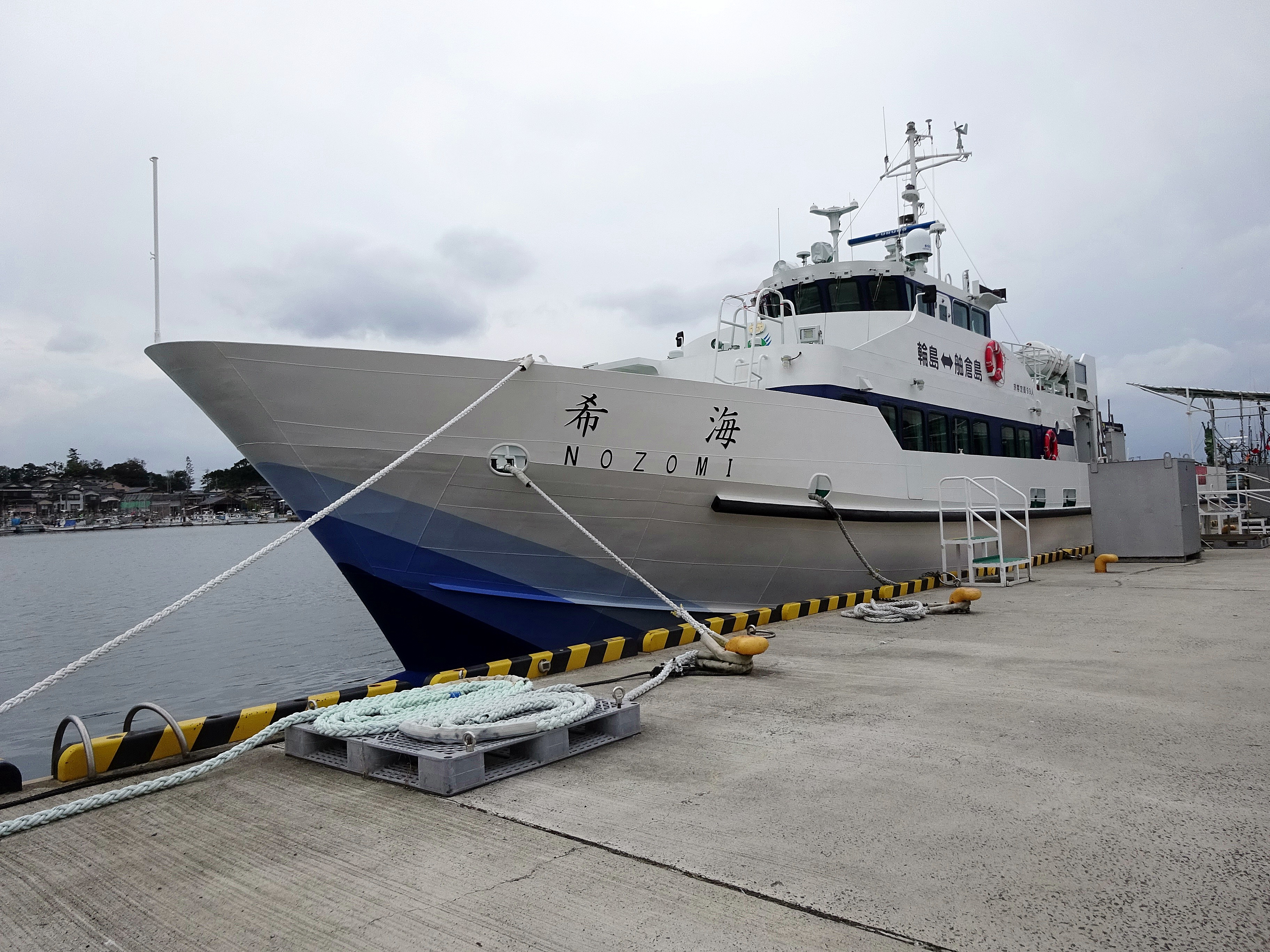
へぐら航路（株）所有「希海（のぞみ）」